# Аджумани, Стефан
Кобена́н Стефа́н Самюэ́ль Аджумани́ (фр. Kobenan Stepháne Samuel Adjoumani; 18 ноября 1998, Абиджан, Кот-д’Ивуар) — ивуарийский футболист, нападающий.

## Карьера
Перешёл в «Лори» 31 августа 2018. Дебютировал в Премьер-лиге Армении 15 сентября 2018 года против «Гандзасара», где отметился забитым мячом и голевой передачей. В Кубке Независимости Армении дебютировал 25 октября 2018 против «Пюника», где «Лори» выиграл со счётом 2:0.
За «Гандзасар» дебютировал 10 апреля 2019 в матче против «Лори».
Перешёл в «Ван» 27 февраля 2020. Дебютировал в матче Первой лиги против ереванского «Локомотива», команды разошлись со счётом 0:0. Стал победителем Первой лиги Армении в 2020 году.